# Mário Rui
Mário Rui Silva Duarte (Sines, 27 maggio 1991) è un calciatore portoghese, difensore svincolato. Con la nazionale portoghese ha vinto la UEFA Nations League 2018-2019.

## Caratteristiche tecniche
Soprannominato Il Maestro dai tifosi del Napoli, è un terzino sinistro, impiegabile anche come esterno di centrocampo e abile nel servire assist ai compagni di squadra.

## Carriera

### Club

#### Gli esordi al Fatima e il Parma con i prestiti in Serie B
Debutta tra i professionisti con i portoghesi del Fátima nel 2010, dopo aver giocato nelle selezioni giovanili di club blasonati come lo Sporting Lisbona, il Valencia e il Benfica.
Nell'estate 2011 viene ingaggiato dal Parma, che poco dopo lo cede in prestito al Gubbio, con cui debutta in Serie B il 10 settembre successivo, nella sconfitta per 1-3 contro la Reggina. Segna il suo primo gol con la maglia rossoblu proprio nella sfida di ritorno contro i calabresi, e conclude la stagione con 31 presenze e 2 reti.
Dopo aver fatto ritorno in Emilia, il 28 giugno 2012 viene ceduto in prestito allo Spezia, squadra neopromossa in Serie B.

#### L'affermazione all'Empoli
Nell'estate 2013 l'Empoli lo acquista con la formula della compartecipazione. L'estate successiva, alla risoluzione della compartecipazione, il Parma non si presenta alle buste, consentendo l'acquisto dell'intero cartellino del calciatore da parte della squadra toscana.
Fa il suo esordio in Serie A il 31 agosto 2014, nella gara esterna contro l'Udinese, subentrando al posto di Elseid Hysaj al 21' del secondo tempo.
Complessivamente con la maglia dell'Empoli colleziona 101 presenze in tre stagioni.

#### Il trasferimento alla Roma
L'8 luglio 2016 si trasferisce alla Roma con la formula del prestito oneroso da 3 milioni di euro più 1,5 di bonus e l'obbligo di riscatto al termine della stagione da 6 milioni. Il 30 luglio seguente, durante un allenamento a Boston, si lesiona il legamento crociato anteriore del ginocchio sinistro. Esordisce in maglia giallorossa il 19 gennaio 2017, nel match degli ottavi di Coppa Italia vinto per 4-0 contro la Sampdoria. Nonostante a fine stagione raccolga soltanto 9 presenze complessive, sia a causa dell'infortunio che per l'ottimo rendimento del collega di reparto Emerson Palmieri, viene comunque riscattato dalla società giallorossa.

#### Napoli
Il successivo 13 luglio si trasferisce al Napoli in prestito con obbligo di riscatto, ritrovando così Maurizio Sarri, già suo allenatore ai tempi dell'Empoli. Esordisce in maglia azzurra il 1º ottobre seguente, nella vittoria per 3-0 sul Cagliari, subentrando all'85' a Faouzi Ghoulam. Fa il suo esordio in Champions League il 21 novembre, alla quinta giornata della fase a gironi, subentrando a Piotr Zieliński e contribuendo alla vittoria per 3-0 del Napoli sugli ucraini dello Šachtar. Segna il suo primo gol in Serie A il 10 febbraio 2018, nella vittoria per 4-1 contro la Lazio. Si ripete il 26 dello stesso mese, segnando su punizione il gol del definitivo 5-0 al 91º minuto in casa del Cagliari. A fine stagione viene riscattato dal club campano.
Rimane con gli azzurri anche nelle stagioni successive, nonostante la partenza di Sarri e svariati avvicendamenti in panchina, che vedono approdare alla guida della squadra Carlo Ancelotti, Gennaro Gattuso (con il quale, al netto della vittoria di una Coppa Italia, nascono alcune tensioni) e infine Luciano Spalletti, già suo allenatore ai tempi della Roma. Il 4 maggio 2023, in virtù del pareggio per 1-1 del Napoli contro l'Udinese, si aggiudica il primo scudetto della sua carriera, distinguendosi per l'alto numero di assist vincenti nel corso della stagione.
All'inizio della stagione 2024-2025, con l’arrivo di Antonio Conte in panchina, viene estromesso dal progetto tecnico e relegato fuori rosa, venendo escluso dalla lista dei giocatori utilizzabili in campionato. Il 30 dicembre 2024 firma la risoluzione consensuale, lasciando il club partenopeo dopo circa sette anni.

### Nazionale
Compie tutta la trafila delle nazionali giovanili del Portogallo, giocando per l'Under-17, l'Under-19, l'Under-20 (con cui partecipa al Mondiale Under-20 2011, disputando 5 partite e segnando un gol) e l'Under-21.
Il 19 agosto 2017 viene convocato per la prima volta in nazionale maggiore in vista delle gare di qualificazione al Mondiale 2018 contro Fær Øer e Ungheria, in programma rispettivamente il 31 agosto e il 3 settembre. Debutta, però, il 26 marzo 2018, nell'amichevole persa per 3-0 contro i Paesi Bassi. Grazie alle sue ottime prestazioni con il Napoli viene poi incluso nella lista dei 23 convocati per il Mondiale in Russia.
Nel giugno del 2019 rientra tra i convocati per la fase finale della Nations League 2018-2019, conclusasi con il successo in finale dei lusitani ai danni dell'Olanda (1-0).
Nell'ottobre del 2022 viene inserito dal CT Fernando Santos tra i pre-convocati per i Mondiali in Qatar, salvo essere poi escluso dalla lista definitiva.

## Statistiche

### Presenze e reti nei club
Statistiche aggiornate al 30 dicembre 2024.
| Stagione        | Squadra         | Campionato      | Campionato | Campionato | Coppe nazionali | Coppe nazionali | Coppe nazionali | Coppe continentali | Coppe continentali | Coppe continentali | Altre coppe | Altre coppe | Altre coppe | Totale | Totale |
| Stagione        | Squadra         | Comp            | Pres       | Reti       | Comp            | Pres            | Reti            | Comp               | Pres               | Reti               | Comp        | Pres        | Reti        | Pres   | Reti   |
| --------------- | --------------- | --------------- | ---------- | ---------- | --------------- | --------------- | --------------- | ------------------ | ------------------ | ------------------ | ----------- | ----------- | ----------- | ------ | ------ |
| 2010-2011       | Fátima          | SL              | 25         | 1          | CP+CdL          | 1+4             | 0               | -                  | -                  | -                  | -           | -           | -           | 30     | 1      |
| 2011-2012       | Gubbio          | B               | 31         | 2          | CI              | 1               | 0               | -                  | -                  | -                  | -           | -           | -           | 32     | 2      |
| 2012-2013       | Spezia          | B               | 23         | 0          | CI              | 1               | 0               | -                  | -                  | -                  | -           | -           | -           | 24     | 0      |
| 2013-2014       | Empoli          | B               | 26         | 0          | CI              | 1               | 0               | -                  | -                  | -                  | -           | -           | -           | 27     | 0      |
| 2014-2015       | Empoli          | A               | 34         | 0          | CI              | 3               | 0               | -                  | -                  | -                  | -           | -           | -           | 37     | 0      |
| 2015-2016       | Empoli          | A               | 36         | 0          | CI              | 1               | 0               | -                  | -                  | -                  | -           | -           | -           | 37     | 0      |
| Totale Empoli   | Totale Empoli   | Totale Empoli   | 96         | 0          |                 | 5               | 0               |                    | -                  | -                  |             | -           | -           | 101    | 0      |
| 2016-2017       | Roma            | A               | 5          | 0          | CI              | 2               | 0               | UCL+UEL            | 0+2                | 0                  | -           | -           | -           | 9      | 0      |
| 2017-2018       | Napoli          | A               | 25         | 2          | CI              | 1               | 0               | UCL+UEL            | 2+2                | 0                  | -           | -           | -           | 30     | 2      |
| 2018-2019       | Napoli          | A               | 20         | 1          | CI              | 1               | 0               | UCL+UEL            | 6+4                | 0+0                | -           | -           | -           | 31     | 1      |
| 2019-2020       | Napoli          | A               | 24         | 0          | CI              | 4               | 0               | UCL                | 7                  | 0                  | -           | -           | -           | 35     | 0      |
| 2020-2021       | Napoli          | A               | 27         | 0          | CI              | 2               | 0               | UEL                | 6                  | 0                  | SI          | 1           | 0           | 36     | 0      |
| 2021-2022       | Napoli          | A               | 34         | 0          | CI              | 0               | 0               | UEL                | 5                  | 0                  | -           | -           | -           | 39     | 0      |
| 2022-2023       | Napoli          | A               | 22         | 0          | CI              | 0               | 0               | UCL                | 6                  | 0                  | -           | -           | -           | 28     | 0      |
| 2023-2024       | Napoli          | A               | 21         | 0          | CI              | 1               | 0               | UCL                | 4                  | 0                  | SI          | 2           | 0           | 28     | 0      |
| lug.-dic. 2024  | Napoli          | A               | 0          | 0          | CI              | 0               | 0               | -                  | -                  | -                  | -           | -           | -           | 0      | 0      |
| Totale Napoli   | Totale Napoli   | Totale Napoli   | 173        | 3          |                 | 9               | 0               |                    | 42                 | 0                  |             | 3           | 0           | 227    | 3      |
| Totale carriera | Totale carriera | Totale carriera | 353        | 6          |                 | 23              | 0               |                    | 44                 | 0                  |             | 3           | 0           | 423    | 6      |

### Cronologia presenze e reti in nazionale
| Cronologia completa delle presenze e delle reti in nazionale ― Portogallo | Cronologia completa delle presenze e delle reti in nazionale ― Portogallo | Cronologia completa delle presenze e delle reti in nazionale ― Portogallo | Cronologia completa delle presenze e delle reti in nazionale ― Portogallo | Cronologia completa delle presenze e delle reti in nazionale ― Portogallo | Cronologia completa delle presenze e delle reti in nazionale ― Portogallo | Cronologia completa delle presenze e delle reti in nazionale ― Portogallo | Cronologia completa delle presenze e delle reti in nazionale ― Portogallo |
| Data                                                                      | Città                                                                     | In casa                                                                   | Risultato                                                                 | Ospiti                                                                    | Competizione                                                              | Reti                                                                      | Note                                                                      |
| ------------------------------------------------------------------------- | ------------------------------------------------------------------------- | ------------------------------------------------------------------------- | ------------------------------------------------------------------------- | ------------------------------------------------------------------------- | ------------------------------------------------------------------------- | ------------------------------------------------------------------------- | ------------------------------------------------------------------------- |
| 26-3-2018                                                                 | Ginevra                                                                   | Portogallo                                                                | 0 – 3                                                                     | Paesi Bassi                                                               | Amichevole                                                                | -                                                                         |                                                                           |
| 28-5-2018                                                                 | Braga                                                                     | Portogallo                                                                | 2 – 2                                                                     | Tunisia                                                                   | Amichevole                                                                | -                                                                         | 50’                                                                       |
| 2-6-2018                                                                  | Bruxelles                                                                 | Belgio                                                                    | 0 – 0                                                                     | Portogallo                                                                | Amichevole                                                                | -                                                                         | 90’                                                                       |
| 7-6-2018                                                                  | Lisbona                                                                   | Portogallo                                                                | 3 – 0                                                                     | Algeria                                                                   | Amichevole                                                                | -                                                                         | 57’                                                                       |
| 6-9-2018                                                                  | Lisbona                                                                   | Portogallo                                                                | 1 – 1                                                                     | Croazia                                                                   | Amichevole                                                                | -                                                                         |                                                                           |
| 10-9-2018                                                                 | Lisbona                                                                   | Portogallo                                                                | 1 – 0                                                                     | Italia                                                                    | UEFA Nations League 2018-2019 - 1º turno                                  | -                                                                         |                                                                           |
| 11-10-2018                                                                | Chorzów                                                                   | Polonia                                                                   | 2 – 3                                                                     | Portogallo                                                                | UEFA Nations League 2018-2019 - 1º turno                                  | -                                                                         |                                                                           |
| 17-11-2018                                                                | Milano                                                                    | Italia                                                                    | 0 – 0                                                                     | Portogallo                                                                | UEFA Nations League 2018-2019 - 1º turno                                  | -                                                                         | 35’                                                                       |
| 14-11-2019                                                                | Faro                                                                      | Portogallo                                                                | 6 – 0                                                                     | Lituania                                                                  | Qual. Euro 2020                                                           | -                                                                         |                                                                           |
| 11-11-2020                                                                | Lisbona                                                                   | Portogallo                                                                | 7 – 0                                                                     | Andorra                                                                   | Amichevole                                                                | -                                                                         |                                                                           |
| 17-11-2020                                                                | Spalato                                                                   | Croazia                                                                   | 2 – 3                                                                     | Portogallo                                                                | UEFA Nations League 2020-2021 - 1º turno                                  | -                                                                         | 71’                                                                       |
| 24-9-2022                                                                 | Praga                                                                     | Rep. Ceca                                                                 | 0 – 4                                                                     | Portogallo                                                                | UEFA Nations League 2022-2023 - 1º turno                                  | -                                                                         |                                                                           |
| Totale                                                                    |                                                                           | Presenze                                                                  | 12                                                                        |                                                                           | Reti                                                                      | 0                                                                         |                                                                           |

## Palmarès

### Club
- Coppa Italia: 1

Napoli: 2019-2020
- Campionato italiano: 1

Napoli: 2022-2023

### Nazionale
- UEFA Nations League: 1

Portogallo: 2018-2019